# D6015 (Seine-Maritime)
De D6015 is een departementale weg in het Noord-Franse departement Seine-Maritime. De weg loopt van de grens met Eure via Rouen naar Le Havre. In Rouen wordt de weg kort onderbroken door de N15. In Eure loopt de weg als D6015 verder naar Val-de-Reuil en Parijs.

## Geschiedenis
Oorspronkelijk was de D6015 onderdeel van twee nationale wegen: de N182 tussen Eure en Rouen en de N14 tussen Rouen en Le Havre. In 1949 werden beide wegen samengevoegd als N13BIS en in 1978 omgenummerd tot N15. In 2006 werd de weg overgedragen aan het departement Seine-Maritime, omdat de weg geen belang meer had voor het doorgaande verkeer vanwege de parallelle autosnelwegen A13 en A29. De weg is toen omgenummerd tot D6015.